# Aeroporto Internacional de Mandalay
O Aeroporto Internacional de Mandalay (em burmês: မန္တလေး အပြည်ပြည်ဆိုင်ရာ လေဆိပ်) (IATA: MDL, ICAO: VYMD) é um aeroporto internacional localizado na cidade de Mandalay, em Myanmar, sendo o segundo mais movimentado do país.